# 宋鈃
宋鈃（？—？），又稱宋牼、宋榮、宋榮子、宋子，宋国人，是中国战国时代的思想家。他的主張大概有反戰、禁慾等，其所属学派存争议，依照各學者的認定，道家、墨家、名家、雜家、小說家皆有。

## 思想
宋鈃的思想，一方面提倡人民压制欲望、容忍侮辱而不争斗，从而维持基本的社会秩序。另一方面，在国家层面提倡反战思想，《孟子·告子下》就记载了宋鈃为反对战争而游说秦楚两国的事。总的来说，宋鈃对上层贵族宣扬和平、反对战争，对下层百姓提倡克制个人欲望减少私斗，目的是天下安宁、人民得以生息。

## 生平與評價
西汉刘向记载，宋鈃是游学于齐国稷下学宫的学者。有授徒讲学。《庄子·天下》将宋鈃和尹文归类为一派。而《荀子·非十二子》将墨子和宋鈃划为一流，荀子是根据宋鈃思想在提倡克制欲望讲究节俭不重视等级等方面与墨子的类似之处，而将他们划为一流。
庄子十分推崇宋鈃和尹文二人不因外界毁誉而坚持自己操行的精神，对他们的周游活动做了相当高的评价，认为宋鈃和尹文等周行天下游说其反战容忍的思想，即便天下很少有人接受其观点，但他们仍然坚持，以致于为自己考虑太少而为他人考虑太多；还认为宋鈃做到了举世都赞誉他也不会因此奋勉，举世都非议他也不会因此沮丧，（宋鈃）认定了内与外的分际，分辨了光荣与耻辱的界限。
荀子曾经师从过宋鈃，称其为“子宋子”，但他对宋鈃的学说持基本否定态度，在《荀子》一书中做了大量记载和批判，见于《荀子·正论》、《荀子·非十二子》等篇。

## 著作
《汉书·艺文志》中载有《宋子》十六篇，该著作现已失传。宋鈃的言论及思想仅散见于《庄子》、《荀子》、《韩非子》、《吕氏春秋》和《说苑》等书中，通过其他诸子百家的或批判或赞誉的转载流传至今。《汉书·艺文志》在小说家流派另外记载有一本名为《宋子》的著作，有十八篇，因为“孙卿（即荀子）道宋子，其言黄、老意。”，有人认为该书即宋鈃之书。